# Verpelét
Verpelét is een stad (város) en gemeente in het Hongaarse comitaat Heves. Verpelét ligt in het dal van de Tarna en telt 3780 inwoners (2015). Het kreeg in juli 2013 de status van stad.
Stad met comitaatsrecht (megyei jogú város): Eger

Steden (város): Bélapátfalva · Füzesabony · Gyöngyös · Gyöngyöspata · Hatvan · Heves · Kisköre · Lőrinci · Pétervására · Verpelét

Vlekken (nagyközség): Kál  · Parád  · Recsk

Overige gemeenten (község): Abasár · Adács · Aldebrő · Andornaktálya · Apc · Átány · Atkár · Balaton · Bátor · Bekölce · Besenyőtelek · Boconád · Bodony · Boldog · Bükkszék · Bükkszenterzsébet · Bükkszentmárton · Csány · Demjén · Detk · Domoszló · Dormánd · Ecséd · Egerbakta · Egerbocs · Egercsehi · Egerfarmos · Egerszalók · Egerszólát · Erdőkövesd · Erdőtelek · Erk · Fedémes · Feldebrő · Felsőtárkány · Gyöngyöshalász · Gyöngyösoroszi · Gyöngyössolymos · Gyöngyöstarján · Halmajugra · Heréd · Hevesaranyos · Hevesvezekény · Hort · Istenmezeje · Ivád · Kápolna · Karácsond · Kerecsend · Kisfüzes · Kisnána · Kömlő · Kompolt · Ludas · Maklár · Markaz · Mátraballa · Mátraderecske · Mátraszentimre · Mezőszemere · Mezőtárkány · Mikófalva · Mónosbél · Nagyfüged · Nagykökényes · Nagyréde · Nagytálya · Nagyút · Nagyvisnyó · Noszvaj · Novaj · Ostoros · Parádsasvár · Pély · Petőfibánya · Poroszló · Rózsaszentmárton · Sarud · Sirok · Szajla · Szarvaskő · Szentdomonkos · Szihalom · Szilvásvárad · Szúcs · Szűcsi · Tarnabod · Tarnalelesz · Tarnaméra · Tarnaörs · Tarnaszentmária · Tarnaszentmiklós · Tarnazsadány · Tenk · Terpes · Tiszanána · Tófalu · Újlőrincfalva · Vámosgyörk · Váraszó · Vécs · Visonta · Visznek · Zagyvaszántó · Zaránk